# جان کر (هنرپیشه)
جان کر (انگلیسی: John Kerr؛ ۱۵ نوامبر ۱۹۳۱ – ۲ فوریهٔ ۲۰۱۳) یک هنرپیشه، و وکیل اهل ایالات متحده آمریکا بود.